# Microcyclops dubitabilis
Microcyclops dubitabilis är en kräftdjursart som beskrevs av Andreas Kiefer 1934. Microcyclops dubitabilis ingår i släktet Microcyclops och familjen Cyclopidae. Inga underarter finns listade i Catalogue of Life.